# عارف زكريا
أخ فريد زكريا
عارف زكريا هو ممثل هندي، ولد في 11 نوفمبر 1966 بمومباي في الهند.

## أعمال

### أفلام
- (1998) الأرض

## وصلات خارجية
- عارف زكريا على موقع IMDb (الإنجليزية)
- عارف زكريا على موقع قاعدة بيانات الأفلام العربية
- عارف زكريا على موقع ألو سيني (الفرنسية)
- عارف زكريا على موقع أول موفي (الإنجليزية)
- عارف زكريا على موقع قاعدة بيانات الفيلم (الإنجليزية)
- عارف زكريا على موقع كينوبويسك (الروسية)